# Хаджиселимович, Рифат
Академик Рифат Хаджиселимович (р. 7 января 1944, Шипраге, Котор-Варош) — профессор-эмерит, является одним из ведущих генетиков Боснии и Герцеговины.
В 2013 году, после более чем 45 лет службы, был избран в качестве почётного профессора и работает в качестве научного руководителя в Институте генной инженерии и биотехнологии в Сараево
.

## Образование и профессиональная карьера
В 1962 году окончил среднюю школу в Бане-Луке и поступил на Факультет естественных наук и математики Сараевского университета. Закончил его в 1966 году. Позже стал профессором биологии. В 1971 году на Факультете естественных и математических наук Загребского университета получил степень магистра биологических наук (антропология), защитив диссертацию под названием «Исторический аспект относительной частоты двух аллелей генов в популяциях людей». Получил докторскую степень по биологии на факультете естественных наук и математики Сараевского университета в 1976 году, защитив диссертацию «Генетика секреции антигена ABH среди населения Боснии и Герцеговины».

## Награды и признания
- Премия Университета Сараево за студенческую научную работу (1966),
- «Хасан Бркич» и «Золотой знак Университета Сараево» за отличный успех в студии (1966),
- Веселин Маслеша (самая высокая награда Боснии и Герцеговины за научную работу, 1977.
- Шестоапрельская награда города Сараева[сербохорв.] (1990),
- Золотая медаль и награда «Наука для молодёжи» (1977, 1981),
- Медаль «Борис Кидрик» — Национальная техника Югославии за особые заслуги в развитии технической культуры (1983),
- Медаль и диплом университета (1986),
- Božo Škerlj numismate antrropologiae pro anno MCMLXXXIX (ADJ) (1989),
- «Премия Университета Сараево за наиболее авторитетного профессора PMF» (2007),
- «Особое признание учредителю ИНГИБ в годовщину 20-летия» (2008),
- «Медаль Сараевского университета» (2010)
- «ИНГИБова спираль», 2018 год — за вклад в создание и утверждение института Институт генной инженерии и биотехнологии Университета Сараево,
- другие награды и признания.